# Engey
Engey es una isla de Islandia situada en fiordo Kollafjörður, al norte de Reikiavik. Es probable que su nombre se deba a los prados, usados para la producción de heno. 

## En las sagas Sturlunga y de Njal
La saga Sturlunga habla del transporte de pescado seco y de granos desde la isla en 1226, lo que sugiere que en el lugar había una actividad pesquera y comercial.  La saga de Njal cuenta la historia del propietario en esa época.